# Cucina della Riunione

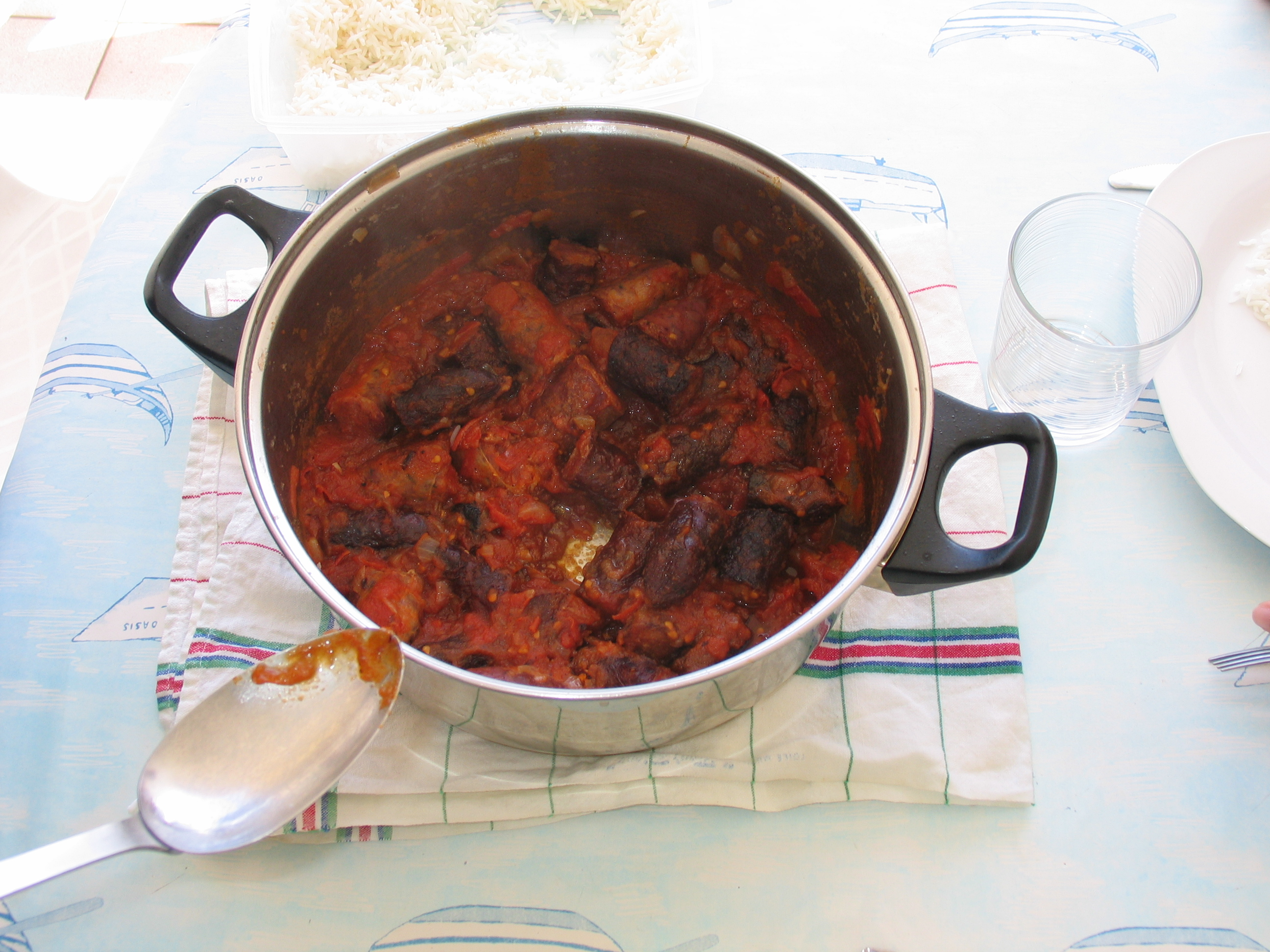
Rougail Saucisse.

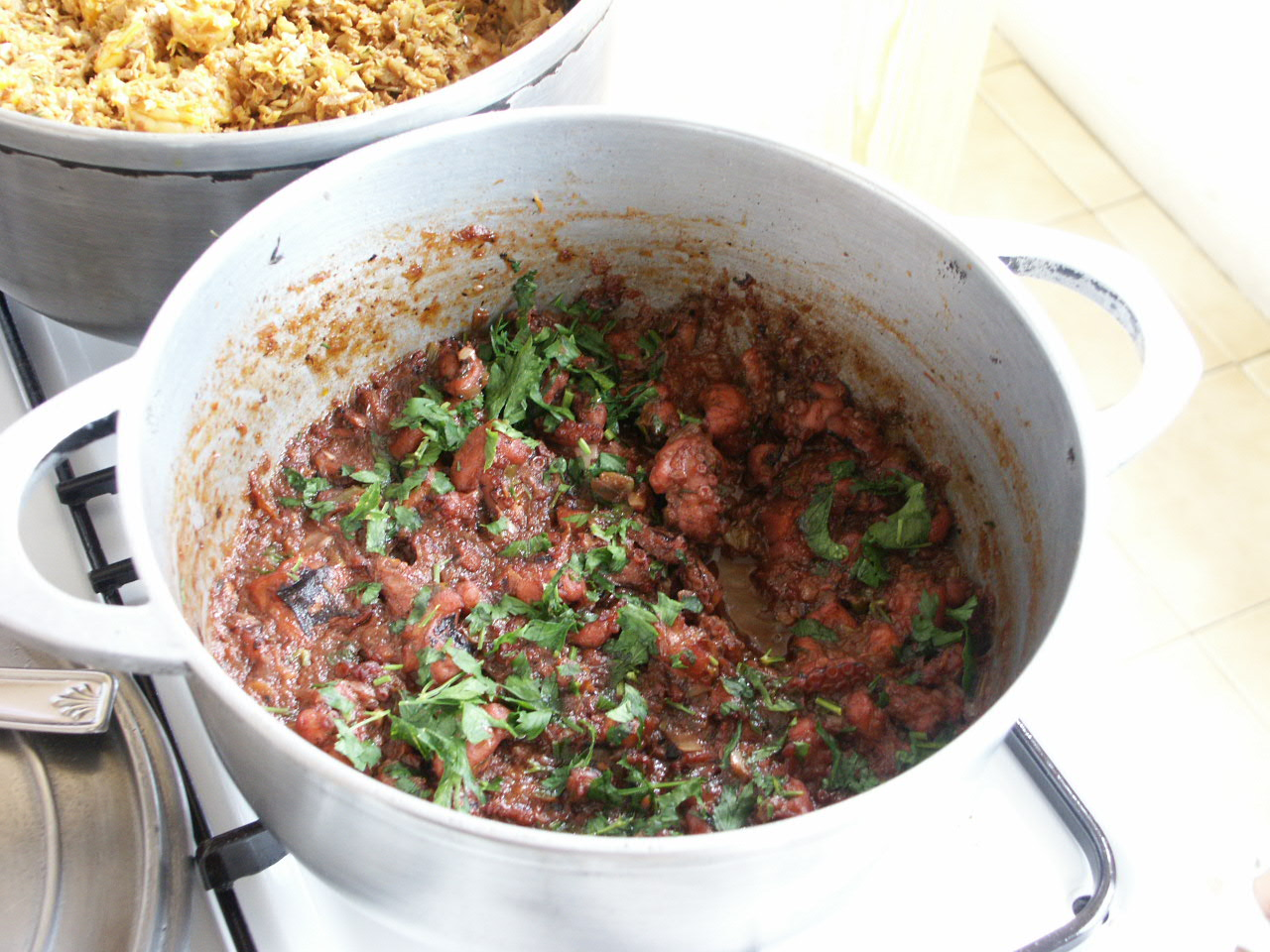
Civet

La cucina della Riunione o cucina creola è la cucina dell'isola di Riunione, il risultato di una miscela di influenze della cucina malgascia, della cucina francese, della cucina indiana, dell'Africa orientale e della cucina cinese portate sull'isola da parte degli immigrati giunti sull'isola soprattutto tra il XVII e XIX secolo.

## Piatti principali
I piatti sono sempre accompagnati da riso, tra i più comuni c'è il carris, la versione locale del curry indiano, il Rougail, il Civet che possono essere aromatizzati con zenzero e scorza di combava e la Chop suey.

## Bevande
- Rum al litchi
- Rum cal mango
- Rum all'ananas
- Sciroppo al tamarindo
- vin de Cilaos: vino locale